# Bolbonota bispinifera
Bolbonota bispinifera är en insektsart som beskrevs av Goding. Bolbonota bispinifera ingår i släktet Bolbonota och familjen hornstritar. Inga underarter finns listade i Catalogue of Life.